# Kalundre
Kalundre é uma vila no distrito de Raigarh, no estado indiano de Maharashtra.

## Demografia
Segundo o censo de 2001, Kalundre tinha uma população de 7581 habitantes. Os indivíduos do sexo masculino constituem 52% da população e os do sexo feminino 48%. Kalundre tem uma taxa de literacia de 80%, superior à média nacional de 59.5%: a literacia no sexo masculino é de 83% e no sexo feminino é de 76%. Em Kalundre, 14% da população está abaixo dos 6 anos de idade.